# Исанти (окръг, Минесота)
Окръг Исанти (на английски: Isanti County) е окръг в щата Минесота, Съединени американски щати. Площта му е 1171 km², а населението - 31 287 души (2000). Административен център е град Кеймбридж.